# Rubén Hugo Ayala Zanabria
Rubén Hugo Ayala Zanabria, també conegut com a Ratón Ayala, (Santa Fe, 8 de gener de 1950) és un exfutbolista i entrenador de futbol argentí.

## Trajectòria esportiva
Format a les categories inferiors de San Lorenzo de Almagro, on debutà al primer equip el 1968. Disputà 123 i marcà 47 gols, essent campió dels campionats Nacional i Metropolitano de 1972. L'any 1973 fitxà per l'Atlètic de Madrid de la lliga espanyola. Al club matalasser guanyà una lliga i una copa, essent subcampió de la Copa d'Europa enfront del FC Bayern de Múnic. També fou campió de la Copa Intercontinental. Romangué al club fins al final de la temporada 1979-80. El 1980 marxà a la lliga mexicana on jugà a CF Atlante i Club Jalisco.
Un cop es retirà començà una etapa d'entrenador en la qual dirigí diversos clubs de la lliga mexicana. Destacà al CF Pachuca on guanyà dos campionats mexicans.
Fou internacional 25 partits amb la selecció Argentina en els quals marcà 11 gols. Disputà el Mundial de 1974.

## Palmarès

### Com a jugador
San Lorenzo de Almagro
- Lliga argentina de futbol: 2
  - Metropolitano 1972, Nacional 1972

Atlético de Madrid
- Copa Intercontinental de futbol: 1
  - 1974
  - 1976-77
- Copa del Rei de futbol: 1
  - 1975-76

### Com a entrenador
Pachuca CF
- Lliga mexicana de futbol: 2
  - Clausura 2001, Apertura 2003